# 1000-km-Rennen von Zeltweg 1972
Das vierte  1000-km-Rennen von Zeltweg, auch 1000 km Österreichring, Zeltweg, fand am 25. Juni 1972 statt und war der zehnte Wertungslauf der Sportwagen-Weltmeisterschaft dieses Jahres.

## Das Rennen
Nach dem Ende der 5-Liter-Hubraum-Motorenformel im Sportwagenrennsport Ende 1971, waren mit dem Porsche 917 und dem Ferrari 512S zwei wichtige Kontrahenten von den internationalen Rennpisten verschwunden. 1972 wurde die Meisterschaft mit Fahrzeugen bis zu 3-Liter-Hubraum ausgefahren. Wichtigste Teilnehmer waren Ferrari mit dem Ferrari 312PB und Alfa Romeo mit dem Tipo 33. Zum Leidwesen des Veranstalters zog aber Autodelta die Nennung dreier Werkswagen wieder zurück und erschien nicht zu Training und Rennen.
So blieb Ferrari in der Klasse bis 3-Liter-Hubraum mit vier Werkswagen fast ohne Gegner. Nur Gulf Research Racing war mit einem Mirage M6 am Start, der von Gijs van Lennep und Derek Bell gefahren wurde. Dazu kam ein mit einem 2,7-Liter-Motor aufgerüsteter Porsche 911. Die restlichen Teilnehmer verteilen sich auf die Klasse bis 2-Liter-Hubraum und die GT-Fahrzeuge.
Die arbeitslosen Alfa-Romeo-Werksfahrer versuchten bei anderen Teams unterzukommen. Vic Elford fuhr einen Lola T280 der Ecurie Bonnier und Helmut Marko sprang bei Ferrari kurzfristig für Clay Regazzoni ein. Der Schweizer hatte sich beim Fußballspielen während einer Trainingspause die Hand gebrochen. Das Rennen endete mit einem Vierfachsieg der Werks-Ferrari, angeführt von Wagen mit der Startnummer 1, gefahren von Jacky Ickx und Brian Redman.

## Ergebnisse

### Schlussklassement
| 1                  | S 3.0 | 1  | SpA Ferrari SEFAC            | Jacky Ickx Brian Redman               | Ferrari 312PB     | 170 |
| 2                  | S 3.0 | 3  | SpA Ferrari SEFAC            | Helmut Marko Carlos Pace              | Ferrari 312PB     | 169 |
| 3                  | S 3.0 | 2  | SpA Ferrari SEFAC            | Tim Schenken Ronnie Peterson          | Ferrari 312PB     | 166 |
| 4                  | S 3.0 | 4  | SpA Ferrari SEFAC            | Arturo Merzario Sandro Munari         | Ferrari 312PB     | 164 |
| 5                  | S 2.0 | 16 | Dieter Quester               | Rolf Stommelen Toine Hezemans         | Chevron B21       | 164 |
| 6                  | S 2.0 | 18 | Red Rose Racing              | José Juncadella John Bridges          | Chevron B21       | 158 |
| 7                  | S 2.0 | 28 | Ecurie Bonnier               | Jean-Louis Lafosse Hughes de Fierlant | Lola T290         | 154 |
| 8                  | S 2.0 | 27 | Ecurie Bonnier               | Claude Swietlik Gilbert Salles        | Lola T290         | 154 |
| 9                  | S 2.0 | 21 | Intertech                    | Trevor Twaites Brendon McInerney      | Chevron B21       | 153 |
| 10                 | S 3.0 | 5  | E. Strähle KG                | Günter Steckkönig Björn Waldegård     | Porsche 911S 2.7  | 142 |
| 11                 | S 2.0 | 15 | Michel Dupont                | Michel Dupont Paul Blancpain          | Chevron B19       | 141 |
| 12                 | GT    | 33 | Sachs Racing                 | Alex Janda Hans Schulze-Schwering     | De Tomaso Pantera | 132 |
| 13                 | GT    | 37 | Porsche Kremer Racing        | John Fitzpatrick Erwin Kremer         | Porsche 911S      | 127 |
| Nicht klassiert    |       |    |                              |                                       |                   |     |
| 14                 | GT    | 32 | Kuberol Racing               | Bengt Ekberg Roland Larsson           | Porsche 911S      |     |
| Ausgefallen        |       |    |                              |                                       |                   |     |
| 15                 | S 2.0 |    | Hasag Racing                 | Hanno Maurer-Stroh Heinz Derflinger   | Lola T212         |     |
| 16                 | S 3.0 | 7  | Gulf Research Racing         | Derek Bell Gijs van Lennep            | Mirage M6         |     |
| 17                 | S 3.0 | 9  | Ecurie Bonnier               | Gérard Larrousse Vic Elford           | Lola T280         |     |
| 18                 | S 2.0 | 11 | Bosch Racing Team            | Kurt Rieder Otto Stuppacher           | Abarth 2000       |     |
| 19                 | S 3.0 | 12 | Hollywood                    | Luiz Bueno José Catapani              | Porsche 908/02    |     |
| 20                 | S 2.0 | 14 | Kurt Hild                    | Kurt Hild Hans Müller-Perschl         | Porsche 910       |     |
| 21                 | S 2.0 | 20 | John Gray                    | John Gray Peter Gaydon                | Chevron B19       |     |
| 22                 | S 2.0 | 24 | Squadra Tartaruga            | Walter Frey Peter Ettmüller           | Chevron B19/21    |     |
| 23                 | S 2.0 | 25 | Jolly Club Switzerland       | Silvio Moser Antonio Nicodemi         | Lola T290         |     |
| 24                 | GT    | 36 | Willi Nolte                  | Willi Nolte Jürgen Barth              | Porsche 911S      |     |
| Nicht gestartet    |       |    |                              |                                       |                   |     |
| 25                 | S 2.0 | 25 | Jolly Club                   | Silvio Moser Antonio Nicodemi         | Ferrari 512S      | 1   |
| 26                 | S 3.0 | 7T | Gulf Racing Research         | Tony Adamowicz                        | Mirage M6         | 2   |
| Nicht qualifiziert |       |    |                              |                                       |                   |     |
| 27                 | GT    | 31 | Liqui Moly                   | Eberhard Sindel Klaus Rang            | Porsche 911S      |     |
| 28                 | GT    | 42 | Formel Rennsport Club Zürich | Gregor Fischer Max Müller             | Porsche 911S      |     |

1 nicht gestartet
2 Trainingswagen

### Nur in der Meldeliste
Hier finden sich Teams, Fahrer und Fahrzeuge, die ursprünglich für das Rennen gemeldet waren, aber aus den unterschiedlichsten Gründen daran nicht teilnahmen.
| Pos. | Klasse | Nr. | Team                         | Fahrer                               | Chassis          |
| ---- | ------ | --- | ---------------------------- | ------------------------------------ | ---------------- |
| 29   | S 3.0  | 5   | Autodelta SpA                | Andrea de Adamich Nanni Galli        | Alfa Romeo 33TT3 |
| 30   | S 3.0  | 6   | Autodelta SpA                | Rolf Stommelen Peter Revson          | Alfa Romeo 33TT3 |
| 31   | S 3.0  | 10  | Joseph Greger                | Joseph Greger Albert Pfuhl           | Porsche 908      |
| 32   | S 3.0  | 11  | Bosch Racing Team            | Otto Stuppacher                      | Porsche 908/02   |
| 33   | S 2.0  | 16  | Brian Robinson               | Brian Robinson François Migault      | Chevron B21      |
| 34   | S 2.0  | 17  | Tony Goodwin                 | Tony Goodwin Alistair Gowin          | Dulon LD11       |
| 35   | S 2.0  | 19  | Barclay International Racing | Guy Edwards Helmuth Koinigg          | Lola T290        |
| 36   | S 2.0  | 22  | Roger Heavens                | Roger Heavens Mike Carton            | Chevron B21      |
| 37   | S 2.0  | 23  | Dorset Racing                | Tony Birchenhough Brian Joscelyne    | Lola T212        |
| 38   | S 2.0  | 26  | Giampiero Moretti            | Giampiero Moretti Corrado Manfredini | Momo             |
| 39   | S 2.0  | 29  | Ecurie Bonnier               | Fredy Grainal Gregor Konegrad        | Lola T290        |
| 40   | S 2.0  | 30  | Scuderia Filipinetti         | Jean-Louis Lafosse Chris Craft       | Lola T290        |
| 41   | GT     | 33  | Porsche Club Romand          | Bernard Chenevière                   | Porsche 911S     |
| 42   | GT     | 34  | Porsche Club Romand          | Pierre Greub                         | Porsche 911S     |
| 43   | GT     | 35  | Porsche Club Romand          | Claude Haldi                         | Porsche 911S     |
| 44   | GT     | 38  | Michael Keyser               | Michael Keyser Jürgen Barth          | Porsche 911S     |
| 45   | GT     | 39  | Gelo Racing Team             | Franz Pesch                          | Porsche 911S     |
| 46   | GT     | 40  | Gelo Racing Team             | Georg Loos                           | Porsche 911S     |
| 47   | GT     | 41  | Gelo Racing Team             | Clemens Schickentanz Willi Kauhsen   | Porsche 911S     |
| 48   | S 3.0  | 45  | Autodelta SpA                | Helmut Marko Vic Elford              | Alfa Romeo 33TT3 |

### Klassensieger
| Klasse | Fahrer         | Fahrer                 | Fahrzeug          | Platzierung im Gesamtklassement |
| ------ | -------------- | ---------------------- | ----------------- | ------------------------------- |
| S 3.0  | Jacky Ickx     | Brian Redman           | Ferrari 312PB     | Gesamtsieg                      |
| S 2.0  | Toine Hezemans | Rolf Stommelen         | Chevron B21       | Rang 5                          |
| GT     | Alex Janda     | Hans Schulze-Schwering | De Tomaso Pantera | Rang 12                         |

### Renndaten
- Gemeldet: 46
- Gestartet: 23
- Gewertet: 13
- Rennklassen: 3
- Zuschauer: 20000
- Wetter am Renntag: warm und trocken
- Streckenlänge: 5,911 km
- Fahrzeit des Siegerteams: 4:58:46,280 Stunden
- Gesamtrunden des Siegerteams: 170
- Gesamtdistanz des Siegerteams: 1004,870 km
- Siegerschnitt: 201,800 km/h
- Pole Position: Derek Bell – Mirage M6 (#7) – 1.40.600 – 211,527 km/h
- Schnellste Rennrunde: Jacky Ickx – Ferrari 312PB (#1) 1.41.880 – 208,869 km/h
- Rennserie: 10. Lauf zur Sportwagen-Weltmeisterschaft 1972
- Rennserie: 7. Lauf der Spanischen Rundstrecken-Meisterschaft 1972